# Singles enamora't
Singles enamora't, también llamada Singles es una serie española cómica y dramática de 2008 dirigida por Alberto Argüelles y escrita por Rafa Calatayud y David Marqués. La serie está producida por RTVV.

## Argumento
Juli (Pau Durà) es un hombre entrado en la treintena al que su novia: Laura (Cristina Perales) le acaba de abandonar, aparte de quedarse afligido, su sueldo no le llega para pagar el alquiler de su piso y decide buscar un compañero.
Uno de sus amigos, Fran (Enrique Arce), vividor y hombre de negocios se encuentra arruinado y ve la oportunidad de encontrar sitio donde vivir, por otra parte, Gloria (Diana Palazón), una ejecutiva de una empresa multinacional regresa a Valencia en busca de un piso.
Casualmente, todos tienen algo en común, sus vidas han resultado ser un desastre a pesar de los éxitos iniciales y sus relaciones han fracasado.

## Reparto
- Pau Durà es Juli.
- Cristina Perales es Laura.
- Enrique Arce es Fran.
- Diana Palazón es Glòria.
- Mónica Montferrer es Mari Pau.
- Marta Chiner es Rosa.
- Pep Sellés es Àlex.
- Hugo Pardo es Bruno.
- Nelo Gómez es Maxi.
- Nuria Herrero es Paula.
- Juan Mandil es Pepe.